# Mutya Keisha Siobhan
Mutya Keisha Siobhan war eine aus London stammende britische Pop-Girlgroup, bestehend aus den Sugababes-Gründerinnen Mutya Buena, Keisha Buchanan und Siobhán Donaghy. Seit 2019 darf sich das Trio wieder Sugababes nennen.

## Vorgeschichte und Gründung
1998 gründeten die drei Bandmitglieder die Sugababes. Nach der Veröffentlichung des Debütalbums One Touch verließ Donaghy die Band und wurde durch Heidi Range ersetzt. Nachdem die Sugababes drei weitere Alben veröffentlicht hatten, verließ Buena die Band Ende 2005 und wurde durch Amelle Berrabah ersetzt. Im September 2009 verließ auch das letzte Gründungsmitglied Buchanan das Trio und wurde durch Jade Ewen ersetzt.
Erste Hinweise auf eine Reunion gab es Anfang 2012, als sowohl Buchanan als auch Buena über ihre Twitter-Accounts mitteilten, sie seien im Studio zusammen mit „zwei Frauen“. Wenig später bestätigte auch Singer-Songwriterin Emeli Sandé gegenüber MTV-News, dass sie an Material für die Band arbeite. Am 20. Juli 2012 verkündeten die Mitglieder die Reunion über ihre Twitter-Accounts. Die Musik der Band erscheint seitdem bei dem Plattenlabel Polydor. Da es zum Zeitpunkt der Reunion die Band Sugababes noch gab, wurde eine Kombination aus den Vornamen der Sängerinnen als Bandname gewählt.

## Seit 2013: Neues Studioalbum
Für das Album wurden Zusammenarbeiten mit Künstlern wie Katy B und Shaznay Lewis, einem ehemaligen All-Saints-Mitglied, bekannt. Als erster Vorgeschmack auf neue Musik wurde im Januar 2013 eine A-cappella-Version des Songs Boys auf Buchanans YouTube-Account hochgeladen. Am 14. März 2013 wurde der Song Lay Down in Swimming Pools von Devonte Hynes, dem Produzenten, auf seiner SoundCloud-Seite veröffentlicht. Das Lied ist ein Cover des Songs Swimming Pools (Drank) von Kendrick Lamar und entstand während Aufnahmen der Band für das neue Album. Zudem war die Band in einem Remix des Songs Entertainment der Gruppe Phoenix zu hören. Der Song wurde am 26. März veröffentlicht und ebenfalls von Dev Hynes produziert.
Dieser ist außerdem auch der Produzent der ersten Single mit dem Namen Flatline, welche am 15. September 2013 in Großbritannien erschien. Dort erreichte der Song Platz 50 der Charts.
Das erste offizielle gemeinsame Konzert der Band nach 12 Jahren fand am 1. August 2013 in London statt. Der Auftritt – bei dem sie neben bekannten Sugababes-Songs auch fünf neue Songs sangen – wurde sowohl von Fans als auch von Kritikern hochgelobt. Ein weiterer Auftritt als Headliner erfolgte am 25. August bei der Manchester Pride. Im November 2013 folgte eine Tour durch das Vereinigte Königreich, welche sechs Termine umfasste.

## Diskografie
Singles
- 2013: Flatline